# Samuel Pozzi
|                                                            |  |  |
| Pozzi, links door Nadar (1898), rechts door Sargent (1881) |  |  |

Jean-Samuel Pozzi (Bergerac, 3 oktober 1846 - Parijs, 13 juni 1918) was een vooraanstaande Franse gynaecoloog en chirurg. Ook was hij onderlegd in de neurologie en antropologie. Hij was een bekende figuur in de Parijse beau monde aan het einde van de negentiende eeuw.

## Medische carrière
Pozzi werd geboren in een familie van Italiaans-Zwitserse herkomst. In 1864 ging hij medicijnen studeren in Parijs bij de beroemde neuroloog Paul Broca en legde zich tevens toe op antropologie en vergelijkende anatomie. Hij promoveerde in 1868, begon als universitair docent en werd in 1883 ziekenhuischirurg te Parijs, gespecialiseerd in gynaecologie. Hij groeide snel uit tot een vooraanstaand deskundige in de gynaecologische chirurgie, een specialisatie waarin hij in 1884 de eerste Franse hoogleraar werd. Hij ontwikkelde nieuwe chirurgische technieken, presenteerde die op internationale congressen en schreef talloze medische artikelen alsook handboeken. Zijn Traité de gynécologie clinique et opératoire uit 1890 werd in vijf talen vertaald en zou decennialang een standaardwerk blijven binnen zijn vakgebied. In 1888 werd hij voorzitter van de Société d'anthropologie en in 1896 werd hij lid van de Académie nationale de médecine. In 1894 werd hij opgenomen als officier in het Légion d’Honneur.

## Publiek leven
Pozzi was in de laatste decennia van de negentiende eeuw een vooraanstaand figuur in de Parijse beau monde en was bevriend met veel mannen en vrouwen uit de wereld van de kunsten. Getrouwd met de dochter van een rijke spoorwegmagnaat, stond hij niettemin bekend als vrouwenverleider. Hij had affaires met onder andere operazangeres Georgette Leblanc, actrice Sarah Bernhardt en salonnière Emma Sedelmeyer Fischhof. Als graag geziene gast op de Parijse salons leerde hij ook Marcel Proust kennen, die hem als model gebruikte voor het personage van dokter Cottard in zijn magnum opus À la recherche du temps perdu. Hij was bevriend met graaf Robert de Montesquiou en prins Edmond de Polignac, die eveneens figureerden in het werk van Proust, Montesquiou als Baron Carlus, Polignac onder zijn eigen naam. Als drie anglofiele dandy's maakten ze in 1885 een reisje naar Londen om tweed van Liberty-stof te kopen, voor hun jasjes en gordijnen.
Pozzi was een veelzijdig man. Samen met René Benoit vertaalde hij in 1874 Darwins The Expressions of the Emotions in Man and Animals. Later vertegenwoordigde hij jarenlang zijn geboortestad Bergerac in de Senaat. Rond 1900 stond hij bekend als fanatiek Dreyfusard en getuigde met overgave in het tweede Dreyfus-proces.
In 1881 vereeuwigde John Singer Sargent Pozzi in een van zijn bekendste portretten, thuis, in een rode kamerjas.

## Dood
Tijdens de Eerste Wereldoorlog bood Pozzi, die ook al dienst deed tijdens de Frans-Duitse Oorlog in 1879, ondanks zijn hoge leeftijd, vrijwillig zijn diensten aan als legerarts. Op meerdere ziekenhuislocaties in Parijs opereerde hij zwaargewonden. In juni 1918 werd hij doodgeschoten door een patiënt die hij had geopereerd aan een verzwaring van de balzak (varicocele) en die daardoor impotent was geworden, hoewel Pozzi hem nadrukkelijk op het risico had gewezen.

## Literaire biografie
In 2019 schreef de Engelse schrijver Julian Barnes een gedocumenteerde literaire biografie over Pozzi onder de titel De man in de rode mantel.